# Wola Kopcowa
Wola Kopcowa – wieś w Polsce położona w województwie świętokrzyskim, w powiecie kieleckim, w gminie Masłów. 
Wieś  w dolinie Czarnej Smugi i Pajączkowej Strugi, graniczy ze sztucznym zbiornikiem w Cedzynie.
W latach 1975–1998 miejscowość administracyjnie należała do województwa kieleckiego.
Przez wieś przechodzi  czarny szlak rowerowy z Kielc do Cedzyny.

## Historia
W ostatniej ćwierci XVI wieku Kopcowa Wola (alias Kopciowa Wola) była wsią biskupstwa krakowskiego w województwie sandomierskim. 
Według spisu miast, wsi, osad Królestwa Polskiego z roku 1827 wieś posiadała 53 domy zamieszkałe przez 294 mieszkańców.

## Zabytki
- drewniana kaplica pw. św. Józefa Robotnika, wzniesiona w połowie XIX w., wpisana do rejestru zabytków nieruchomych (nr rej.: A.417 z 8.09.1969)[8],
- dom drewniany z 1881 r., znajdujący się przy ul. Świętokrzyskiej.